# Ширшема
Ширшема — река на севере Архангельской области России. Протекает в Приморском районе и городском округе «Северодвинск».
Исток — озёра Незнайки, течёт в северном направлении. Протекает через Ширшемские озёра, Среднее Трестяное, Нижнее Трестяное озёра. Впадает в реку Кудьма. Длина реки — 49 км. Площадь водосбора — более 100 км². В нижнем течении реку пересекает мост автодороги «Северодвинск — Кянда» и мост Кудемской узкоколейной железной дороги.
Притоки: Максозерский Исток, Рассоха, Поздяк.
Населённые пункты на реке: Северодвинск, Волость, Лахта, Таборы.